# Manuel Wik

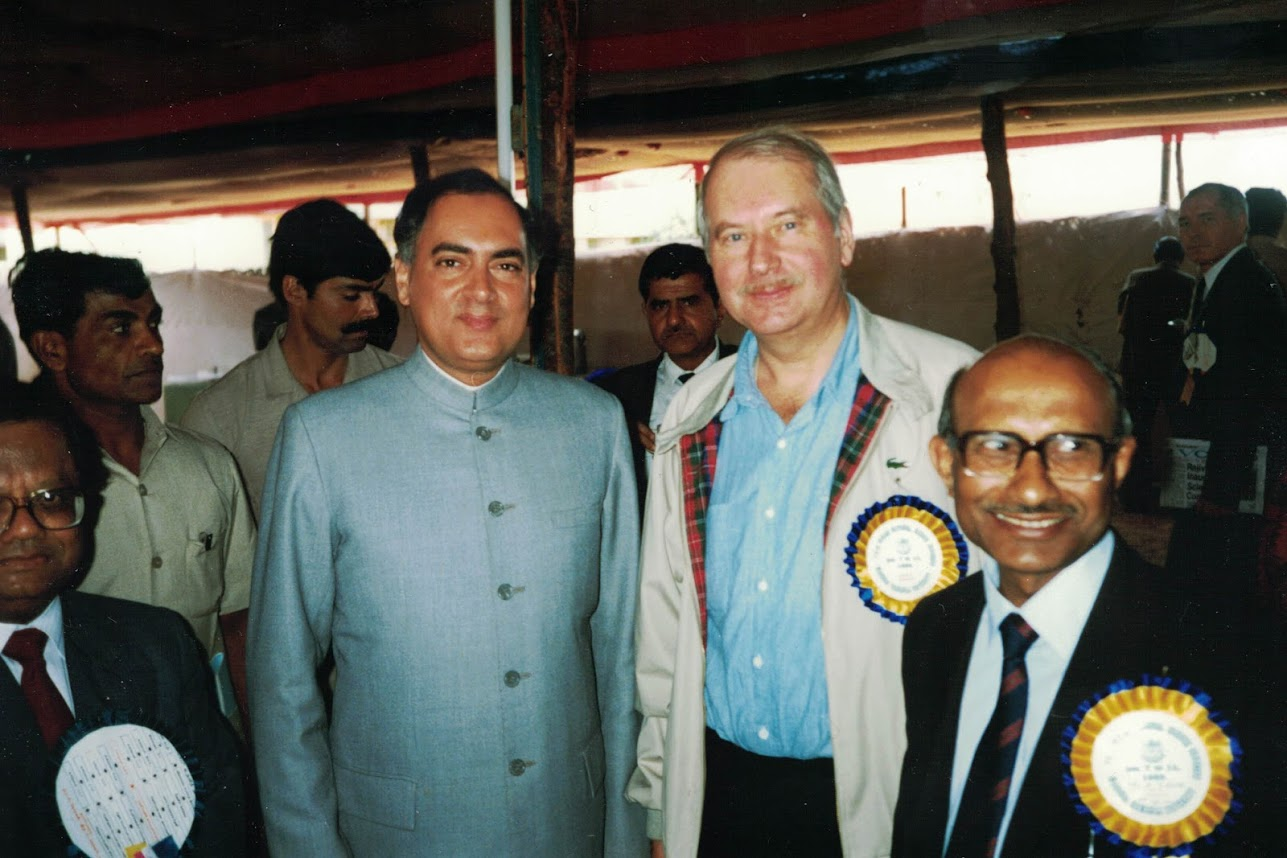
Manuel Wik i samspråk med Indiens premiärminister Shri Rajiv Gandhi 1989 om globala miljöfrågor. Premiärministern var exempelvis väl informerad av Gro Harlem Brundtland om miljöfrågor i Norden. Tragiskt att Gandhi senare omkom i ett attentat.

Manuel Wilhelm Wik, född den 29 december 1936 i Engelbrekts församling i Stockholm, är en svensk ingenjör. Han är son till konstnärerna Wilhelm Wik och Laila Prytz. Gift 1969 m Agneta Altahr-Cederberg, Sjuksköterska f.1943. Gift 1996 m Margareta von Bornstedt, f.1942. Barn Christer f.1970.

## Biografi
Manuel Wik tog 1962 civilingenjörsexamen vid Kungliga Tekniska Högskolan och var 1962–1964 lärare där. Han var 1966–1975 1. forskningsingenjör vid Försvarets forskningsanstalt och forskade 1971 vid Eidgenössische Technische Hochschule i Zürich. Åren 1984–1990 var han sektionschef vid Försvarets materielverk och från 1990 till sin pension var han överingenjör och strategisk specialist där. I sin forskning har han ägnat sig bland annat åt informationskrigföring och nätverksbaserat försvar.

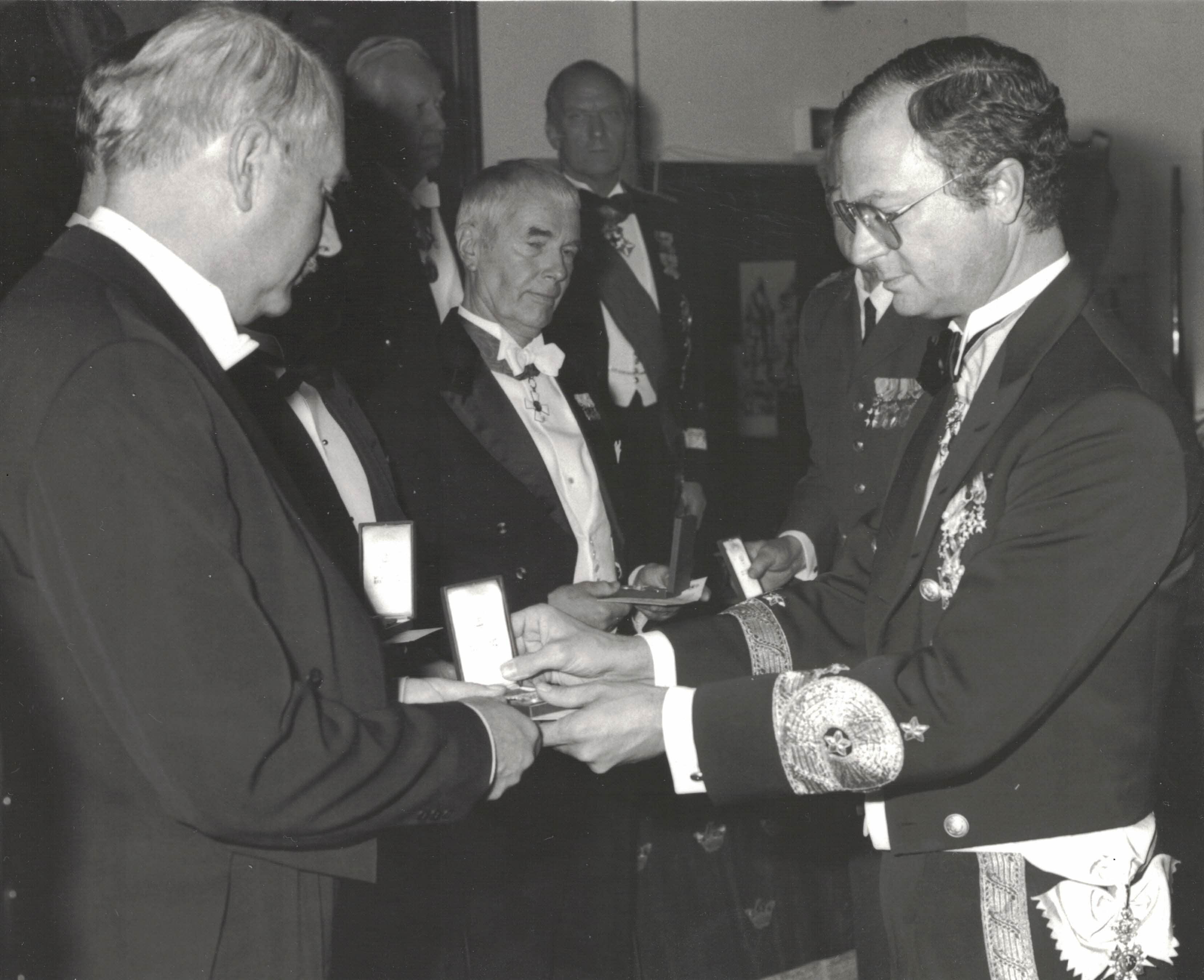
Manuel Wik mottar 1989-11-12 Kungl. Krigsvetenskapsakademiens belöningsmedalj av Sveriges Konung Carl XVI Gustaf

Manuel Wik invaldes 1992 som ledamot av Kungliga Krigsvetenskapsakademien.
- FOA  1961, 1966 – 1975 Förste forskningsingenjör
- KTH  1962 Civilingenjörsexamen elektroteknik, lärare 1962 – 1963
- SSTA  Timlärare i radioteknik, autoteleteknik och pulsteknik 1962 – 1973
- ETHZ/FMB Forskare 1971
- FMV  1975, Sektionschef 1984 – 1990, Överingenjör och Strategisk specialist 1990
- ICSU SCOPE ENUWAR (International Council of Scientific Unions, Scientific Committee on Problems of the Environment, Environmental Problems of Nuclear War, SCOPE 28 Medverkan 1982 – 1985
- Alva och Gunnar Myrdals Stiftelse   Medverkan 1985 – 1986, organisation av Atomvintern 1986 arrangerat av Alva och Gunnar Myrdals Stiftelse, Miljövårdsberedningen och Kungliga Vetenskapsakademien
- IEC  Secretary of Subcommittee No. 77C: High Power Transient Phenomena 1991-2004
- KKrVA  Inval 1992 Avd. IV Militärteknisk vetenskap, 1994 – 2002 Sekreterare, 2003 – 2005 Ordförande
- URSI  1987 Chairman, ad hoc Group on Environmental Consequences of Nuclear War (ENUWAR), (URSI Information Bulletin No. 243)

## Exempel på erkännande
- 1968  Konungariket Sverige Patent Nr 219 033 Anordning vid mätning av radioaktiv strålning
- 1970  Konungariket Sverige Patent Nr 320 435, 1970. Kiseldiod och neutrondosimeter innehållande en eller flera sådana kiseldioder
- 1989  KKrVA Belöningsmedalj och penningbelöning ur Albergska fonden 1989
- 1993  Stiftelsen Fortifikationskårens Forskningsfond belöning 1993 som erkänsla för långvarigt förtjänstfullt arbete till befästningsverksamhetens fromma
- 1997 UD Kabinettssekreteraren Jan Eliasson i brev 1997-10-15: Tack för vänligheten att sända Dina intressanta arbeten om informationsteknologins risker, och dess möjligheter i det konfliktförebyggande arbetet. Som Du känner till har FN:s generalsekreterare Kofi Annan, i samband med sitt nyligen framlagda reformprogram pekat på behovet av en allmän upprustning av världsorganisationen på IT-området. Dina förslag stimulerar vårt eget tänkande på området, inte minst när det gäller möjligheterna att få fram effektiva system för förvarning.
- 2002  AFCEA Stockholm stipendium ur utvecklingsfonden. Styrelsens motivering: Manuel Wik har under många år på ett engagerat och framsynt sätt visat på hur utvecklingen inom informationsteknikens område inte bara skapar möjligheter utan också innebär hot mot samhällsviktiga funktioner. Manuel Wik har på ett mycket initierat, lättfattligt, roande, men ibland också oroande sätt och i många sammanhang delat med sig av sina djupa kunskaper inom tele- och informationskrigföringsområdet. Hans beskrivningar har ibland betecknats som utopiska, men ofta har han fått rätt i sina bedömningar av utvecklingen. AFCEA Stockholm Chapter styrelse anser därför att Manuel Wik på ett storartat sätt lever upp syftet med utvecklingsfonden där det bland annat stadgas att ”enskilda initiativ som präglas av fritt tänkande och verkar för utvecklingen av totalförsvaret” skall prioriteras.
- 2006 IEC 1906 Award for his significant contribution to the work of SC 77C in the field of high-power electromagnetic transient phenomena, Geneva 2006-06-15
- 2006 KKrVA belöningsmedalj för ordförandeskap i Avd. IV